# Socialdemokraterna (Slovenien)
Socialdemokraterna (slovenska: Socialni demokrati, SD) är ett center-vänsterparti i Slovenien, grundat ursprungligen 1993. Fram till 2005 hette partiet "Enade socialdemokratiska listan" (Združena lista socialnih demokratov, ZLSD). Partiet är medlem i Europeiska socialdemokratiska partiet (PES) och dess Europaparlamentariker sitter i Socialdemokratiska gruppen i Europaparlamentet (PES).
I Europaparlamentsvalet 2004 fick partiet 14,2 % av rösterna, vilket gav dem ett mandat i Europaparlamentet. Partiet hade stora framgångar i det nationella parlamentsvalet 2008 och ökade från 10 till 29 mandat.